# Pavonia schiedeana
Pavonia schiedeana es una especie de plantas con flores de la familia  Malvaceae. Se encuentra en  América tropical.

## Descripción
Es una planta herbácea que alcanza un tamaño de 1 m de altura. Sus hojas a veces son un poco más anchas en la parte de en medio, otras son alargadas y tienen los bordes serrados. Las flores están en unas cabezas que se encuentran en las puntas de las plantas y son de color rosa.

## Distribución y hábitat
Se encuentra en América tropical donde habita en clima cálido entre los 100 y los 300 metros como planta silvestre que crece a las orillas de los caminos, asociada al bosque tropical perennifolio.

## Propiedades
Se le emplea para el cuidado del cabello: para que salga el pelo, evitar su caída en Puebla, y contra la caspa, en el Estado de Veracruz.
De igual manera, se le utiliza para apresurar el parto y evitar el aborto; en padecimientos gástricos como el empacho y la diarrea; y en otros malestares como la calentura; en este caso se prepara un cocimiento con las hojas y tallos, y con el líquido resultante se baña al paciente.
Química
En la raíz de P. schiedeana se han identificado beta-sitosterol y taninos.

## Taxonomía
Pavonia schiedeana fue descrita por Ernst Gottlieb von Steudel y publicado en Nomenclator Botanicus. Editio secunda 2: 279. 1841.
Etimología
Pavonia: nombre genérico que fue otorgado en honor al botánico español José Antonio Pavón y Jiménez.
schiedeana: epíteto otorgado en honor del botánico alemán Christian Julius Schiede.
Sinonimia
- Hibiscus umbellatus Sessé & Moc.
- Malache rosea Kuntze
- Pavonia brachysepala A. St.-Hil. & Naudin
- Pavonia fruticosa var. angustiloba Stehlé
- Pavonia lappacea Casar.
- Pavonia nemoralis A.St.-Hil. & Naudin
- Pavonia rosea Schltdl.
- Pavonia rosea var. rigida R.E. Fr.
- Pavonia silvatica Diels
- Pavonia typhalea var. nemoralis (A. St.-Hil. & Naudin) Triana & Planch.
- Pavonia umbrosa R.E. Fr.
- Typhalea nemoralis (A.St.-Hil. & Naudin) Monteiro
- Typhalea umbrosa (R.E. Fr.) H.C. Monteiro[3]

## Nombres comunes
- Cabeza de arriera, cadillo, cadillón, malva, canillo.